# دسيسة القنبلة ضد مركز توماس جيفرسون الثقافي
في 19 يناير 1991 انتهت عملية تفجير فاشلة ضد مركز توماس جيفرسون الثقافي في ماكاتي بالفلبين حيث أن أحد المسلحين انفجرت فيه القنبلة بينما كان يحاول ضبط جهاز التفجير. الدسيسة من تخطيط وتنفيذ جهاز المخابرات العامة العراقية ردا على قيام دول الحلفاء بتحرير الكويت في حرب الخليج الثانية. وقد حدثت بالفعل عمليات فاشلة مماثلة ضد المصالح الأمريكية في إندونيسيا وتايلند.

## محاولة التفجير
قاد رجلان هما أحمد ج. أحمد وسعد كاظم سيارة يابانية وأوقفاها خارج المركز الثقافي. ثم حمل أحمد حقيبة قماش كبيرة تحتوي على جهاز متفجر برباعي نترات خماسي ايريثريتول نحو المبنى وبدأ في ضبط جهاز ضبط الوقت. ومع ذلك من خلال العمل في إضاءة قداحة فقد أخطأ في المؤقت فبدلا من وضعه إلى الوراء وضعه من الأمام فانفجرت القنبلة قبل الأوان. قتل أحمد على الفور من جراء الانفجار لكن جسده امتص معظم التأثير بينما كان كاظم في حالة ذهول حيث سقطت عليه أحشاء زميله وقد لاحظه سائق سيارة أجرة وأحضره إلى مركز ماكاتي الطبي.
أرسلت دائرة الأمن الدبلوماسي العميل إيفانوف إلى المستشفى لمتابعة تقارير رجل من الشرق الأوسط كان قد تم نقله إلى هناك بعد الانفجار وقام كاظم بتسليم إيفانوف ورقة تحتوي على رقم هاتف السفارة العراقية حيث لم يكن يدرك أنه ضابط تحقيق.

## المسئولية
كشف التحقيق في وقت لاحق أنهما راقبا المكتبة قبل أسبوع وكانا قد التقيا من قبل بحارس أمن مشبوه ولكن العميل بريندن أوهانلن من دائرة الأمن الدبلوماسي أصدر تعليمات للأمن للسماح لهما بالمرور بعد تصوير جوازات سفرهم الأردنية وبطاقات الهوية الفلسطينية.
تم طرد القنصل العام العراقي موفق العاني من الفلبين بعد العثور على بطاقته في جيب كاظم. بعد ذلك أصبح العاني سفير العراق لدى جمهورية الصين الشعبية. استقطب العاني الأضواء مجددا في عام 2003 بعد أن احتجز نفسه في السفارة العراقية في بكين لمدة 55 يوما بعد غزو العراق.
أطلق سراح كاظم في وقت لاحق جزءا من تبادل للأسرى وافق فيه العراق على الإفراج عن العمال الفلبينيين المتعاقدين لإعادتهم إلى الوطن.